# Muzeul Civilizației Populare Tradiționale „ASTRA” din Sibiu

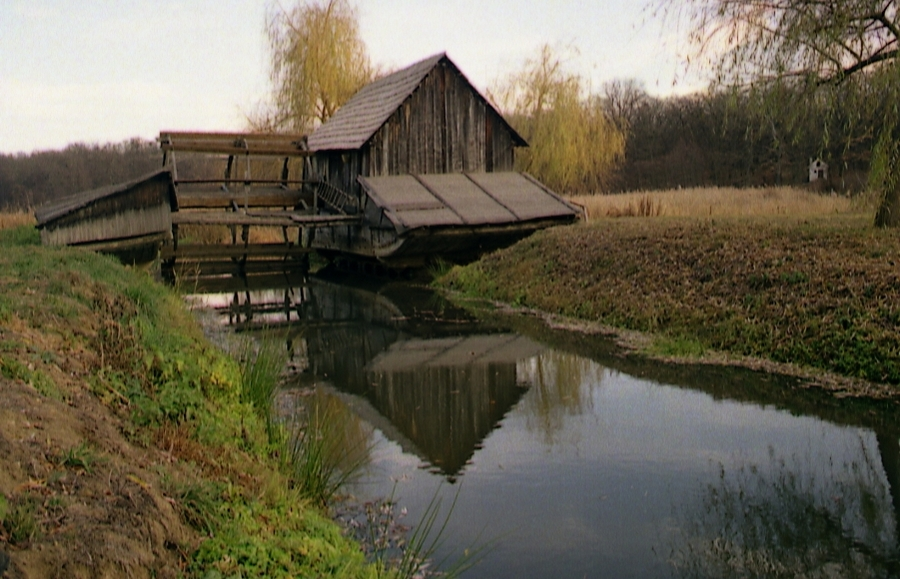
Muzeul Civilizației Populare Tradiționale, Sibiu

Muzeul Civilizației Populare Tradiționale este unul dintre cele mai mari muzee în aer liber din România. Situat imediat la sud de Sibiu, muzeul conține creații ale civilizației populare tradiționale, pre-industriale românești. Casele, atelierele și complexele de clădiri sunt presărate în jurul unui lac, printre copacii Dumbrăvii Sibiului.

## Descriere
Muzeul se întinde pe 96 de hectare, este străbătut de 10 kilometri de alei de-a lungul cărora se găsesc peste 300 de clădiri. Inventarul pieselor cuprinse în muzeu se ridică la 16.000 (multe expuse în interiorul clădirilor). Muzeul este înscris pe lista monumentelor istorice din județul Sibiu cu codul  SB-II-a-A-12012.

## Istorie
Muzeul Tehnicii Populare a fost înființat în anul 1963, de către o echipă condusă de Cornel Irimie. Ideea unui muzeu etnografic este însă mai veche, acest muzeu fiind o resuscitare a Muzeului Etnografic-Istoric al Românilor din Transilvania (fondat în 1905 și închis în 1950). 
- Primul monument adus în 1963 în Dumbrava Sibiului a fost o moară hidraulică cu aducțiune inferioară. Aceasta moară se regăsește în sigla muzeului. Colecția a fost dezvoltată în anii următori.

Muzeul a fost deschis publicului în 1967.
În 1971 s-a decis și s-a început adăugarea de case țărănești alături de atelierele meșteșugărești.
În 1989 se adaugă sectorul monumentelor de utilitate publică și socială (biserică, școală, cârciumă, popicărie).
În 1990 muzeul își modifică titulatura în Muzeul Civilizației Populare Tradiționale.

## Categorii de exponate
În muzeu se găsesc ateliere meșteșugărești, locuințe tradiționale, instalații pre-industriale, lucrări de artă populară.

### Ocupații tradiționale
- pescuit
- apicultură
- viticultură
- pomicultură

### Meșteșuguri tradiționale
- prelucrarea lemnului
- olărit
- prelucrarea metalelor
- prelucrarea textilelor

### Industrii tradiționale
- morărit
- ulei

### Artă tradițională
- arhitectură populară
- artă populară

## Alte activitați

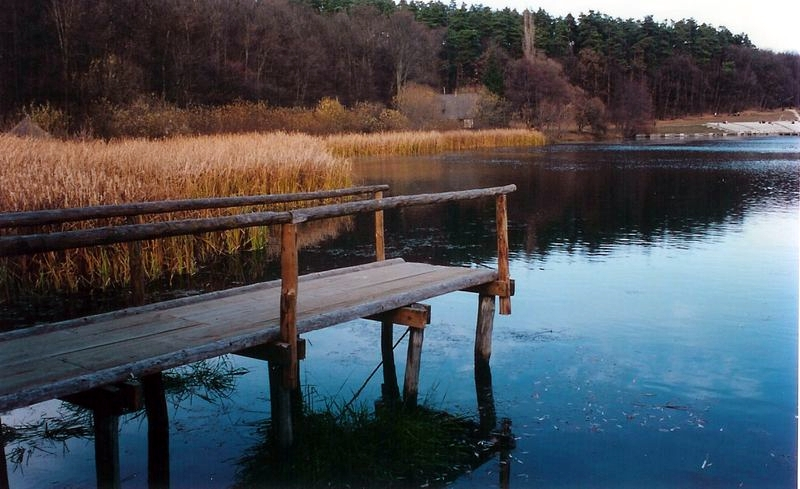
Lacul din cadrul Muzeului Tehnicii Populare, Sibiu

- Popicărie - vechea popicărie adusa de la Păltiniș
- Hanul din Bătrâni, Hanul din Tulgheș - bucătărie țărănească tradițională
- Plimbare cu bărci cu rame pe lac
- Activități temporare:
  - Festivaluri
  - Târguri meșteșugărești și de artă
  - Proiecții de filme și diapozitive
  - Spectacole folclorice
  - Slujbe religioase de sărbători

- alte atracții din imediata vecinătate sunt Gradina zoologică și Hanul "Dumbrava".

## Acces și locație
Muzeul tehnicii Populare se găsește în pădurea "Dumbrava Sibiului" din partea de sud a orașului Sibiu, pe șoseaua de legătură între Sibiu și Rășinari, la 3 km de oraș. Se poate ajunge cu mașina, autobuzul și tramvaiul. Coordonate geografice 45°45′14.8″N 25°6′46.5″E / 45.754111°N 25.112917°E

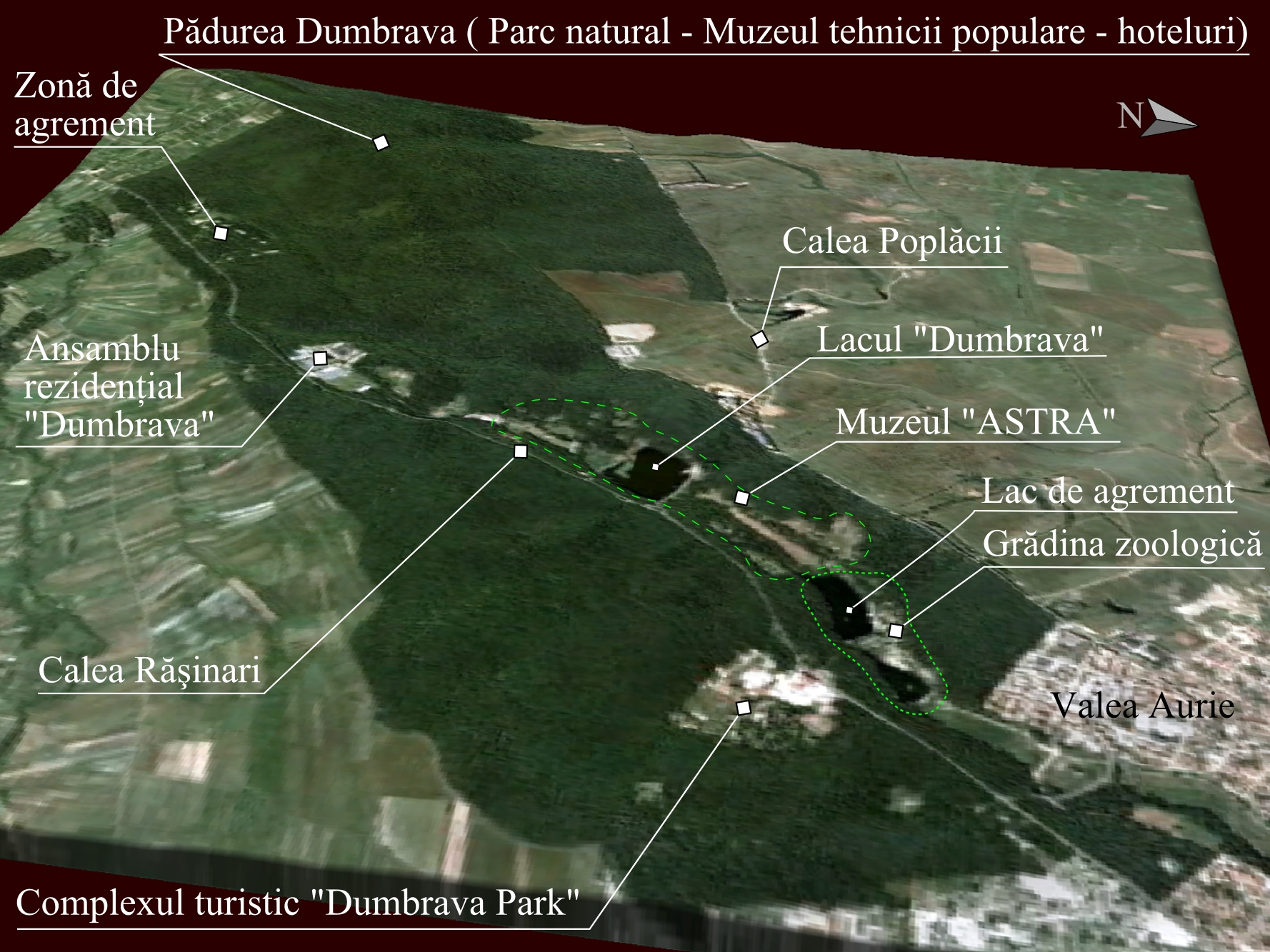
"ASTRA" - Amplasare zonala

Într-un peisaj de vis din DUMBRAVA SIBIULUI care l-a făcut pe reputatul muzeolog olandez Bernet Kempers, încă din anul 1966, să numească muzeul sibian "cel mai frumos muzeu în aer liber din Europa" cu păduri răcoroase și poieni însorite, străbătute de un râuleț ce mișcă roțile morilor de apă, având în mijloc un lac de 6 ha, în care se oglindesc morile de vânt dobrogene și construcțiile pescarilor din Delta Dunării și pe care sunt expuse mori și poduri plutitoare (la care se ajunge cu lotcile pescărești ancorate la debarcader), se află cel mai mare - ca teritoriu, mai bogat - ca patrimoniu și mai original - în concepția tematică, muzeu în aer liber din România și printre cele mai reprezentative instituții de acest gen din Europa.
Într-un spațiu grandios, de 96 ha, străbătut de 10 km de alei, cu numeroase locuri de popas, sunt prezentate, în cadrul a două expoziții permanente, distincte, perfect delimitate spațial și tematic, lumea de ieri a satului românesc (muzeul etnografic în aer liber, ce ocupă 42 ha) și reflexul acesteia în conștiința artistică contemporană (expoziția de sculptură modernă în lemn, cu opere realizate de reputați artiști români și străini, inspirate din universul satului tradițional, căreia îi sunt destinate 3 ha).
Muzeul etnografic în aer liber a debutat în anul 1963 ca un "muzeu al tehnicii populare", ambiționând, prin proiect, să ilustreze întreaga creație tehnică populară tradițională din România.
Împărțit inițial în 4 sectoare tematice expoziționale, Producerea și prelucrarea produselor agro-alimentare, Extragerea și prelucrarea minereurilor și materiilor prime organice (nealimentare) și anorganice (lemn, vegetale, argilă, minereuri, piatră, metale), Prelucrarea pieilor, blănurilor și fibrelor textile (vegetale și animaliere), Transporturile tradiționale, muzeul abordează, fenomenologic, întreg sistemul ocupațional tradițional (de la culesul din natură, la ocupațiile generale și specializate, de la îndeletnicirile gospodărești, la meșteșugurile sătești de toate genurile, de la "industriile casnice", la "industriile țărănești" specializate, de la transporturile purtate (direct, de om sau de animale), la cele tractate (târâte sau rulate) și flotante.
Muzeul Tehnicii Populare (1963-1989) a cumulat cea mai complexă colecție de monumente de arhitectură și tehnică populară din România și o vastă arhivă documentar-științifică și tehnică (grafică, fotografică, filmografică), despre universul creației tehnice țărănești, preindustriale, din România.
Un sistem instrumentar manual, de o varietate tipologică impresionantă (cu numeroase arhetipuri ce trimit spre civilizațiile antice - daco-romană, geto-dacă sau chiar neolitică - urmate de cele medievale și moderne), demonstrând o continuitate de viață și de creație materială, în această parte a Europei, incontestabilă, acoperă practic, cvasitotalitatea ocupațiilor tradiționale: vânătoarea și pescuitul (în Delta Dunării), agricultura (de șes, de deal și de munte) și păstoritul (în hotarul satelor agricole, în zona fânețelor, în așezările de deal și cele risipite, de munte, până la stânile din golul alpin), pomicultura (cu "industria" oțetului și a țuicăritului), viticultura (cu industria vinăritului) și uleitul (cu tehnologii și instrumentar ce coboară, tipologic, până în străvechile culturi ale antichității europene), a meșteșugurilor sătești: țesut (lânar, mătăsar, cânepar, trăistar - păr de capră) și împletit (frânghierit), cojocărit și pielărit, olărit și pietrărit, minerit (aurifer), fierărit și clopotărit, urmate de meșteșugurile lemnului (dulgherit, măsărit, tâmplărie, rotărit, dogărit, spătărit) și confecționarea instrumentelor muzicale (de suflat și cu coarde), ale prelucrării cerii (boștinărit și lumânărit) și a stufului (rogojinărit), demonstrând o complexitate tehnic-meșteșugărească și un nivel de specializare a satului românesc în practicarea meșteșugurilor, impresionante. Categoria "monumentelor de tehnică populară" excelează prin marea varietate tematică (mori de cereale, teascuri - cu cea mai diversă funcționalitate, cuptoare, poverne, vâltori, pive de postav și dârste, ciocane, șteampuri și fierăstraie hidraulice) aparținând "instalațiilor de industrie populară", având în finalul expoziției cinci mari complexe de industrii țărănești (provenite din Oltenia, Muntenia, Transilvania și Maramureș), dar și printr-o cvasicompletitudine tipologică greu de regăsit într-un alt muzeu din afara României, argument al universalității civilizației tehnice tradiționale a românilor, al disponibilității lor pentru dialog cultural și progres tehnic și al capacității de asimilare creatoare a multiplelor influențe mediate de factorii alogeni.
Exemplificând afirmațiile de mai sus, colecția mulinologică este un caz cu totul unic, cele 33 mori de cereale prezentând toate tipurile energetice de mori cunoscute în spațiul Euro-Asiei, cu excepția "morilor mareice" (de mână, "cu cai", de apă - cu una, două, trei și șase instalații - și de vânt) și cea mai mare parte a tipurilor constructive (cu construcții fixe - pe sol, sau plutitoare pe vase), cu transmisie directă sau cu angrenaj de transmisie (într-o treaptă sau în două trepte), cu roți orizontale sau verticale (simple, duble sau triple), cu toate tipurile de aducțiune (inferioară, medie sau superioară), cu aripile de vânt din scândură sau din pânză, cu întreg corpul construcției pivotant sau având doar cupola mobilă - morile "olandeze" etc.
Ea demonstrează, între altele, caracterul fundamental agrarian al civilizației tradiționale a poporului român și capacitatea "inginerilor" țărani de a-și apropia și adapta specificul local la cele mai diverse invenții europene și asiatice.
Monumentele de arhitectură populară prezintă, la rândul lor, îndeosebi în ceea ce privește construcția caselor, o diversitate a tipurilor regionale (planimetrie, elevație, tehnici de construcție, sisteme decorativ-arhitectonice, instalații de încălzit, organizarea interiorului, mobilier) ce probează funcționalitatea și ergonomicitatea excepțională a spațiului construit și, totodată, personalitatea stilistică a "arhitecților" țărani din toate zonele etnografice ale României, capacitatea adaptării constructorilor la materiile naturale locale, prin tehnici extrem de rafinate și, în sfârșit, o evoluție care alătură valorilor, tradiționale, sau chiar arhetipale, unele noi, evoluate sub influența celor mai diverși factori locali sau regionali, naționali sau europeni.
Arta populară este, de asemenea, la ea acasă, în muzeul sibian, prezentă atât în decorarea interioarelor locuințelor, cât și în atelierele meșteșugărești, fie că este vorba de piese textile sau ceramice, din lemn sau din metal, din chihlimbar sau sticlă, mobilier funcțional sau recuzită religioasă (icoane, candele, cruci).
Din anul 1990, celor 4 sectoare tematice inițiale li s-a adăugat unul nou, destinat monumentelor de utilitate publică. Aici au fost aduse și date în funcțiune, animând întreg sectorul pentru public, două biserici și o școală, două hanuri și o cârciumă, două pavilioane de joc și un "loc de popas", o popicărie și două remize de pompieri, un scrânciob și chiar o "casă de vrăjitoare", altele fiind achiziționate și așteptând să fie transferate și reconstruite. Astfel, patrimoniul muzeului a ajuns la cifra de 149 monumente, conținând 346 construcții și peste 20 000 obiecte de inventar funcțional, fiind cel mai mare și mai bogat muzeu din România. În noua sa concepție tematică, muzeul sibian a devenit un adevărat "muzeu al civilizației populare tradiționale din România". Cognomenul "ASTRA" se datorează continuării, pe toate planurile (patrimonial, expozițional, educațional), a valoroaselor tradiții ale primului muzeu etnografic-istoric al românilor din Transilvania, fondat la Sibiu, în anul 1905 și închis în 1950, din motive "ideologice". Patrimoniul său (transferat în anul 1950 la Muzeul Brukenthal) a fost integrat Complexului Național Muzeal "ASTRA" în anul 1990, în prezent ajungând de 35 240 obiecte și formând temeiul viitorului Muzeu al Civilizației Transilvane "ASTRA", într-o concepție modernă, novatoare, interdisciplinară.
Prin mulțimea serviciilor culturale oferite publicului: prezentări de filme și diasonuri (în sala de proiecție a pavilionului de la intrarea principală), expoziții tematice temporare (în pavilionul expozițional), spectacole folclorice (pe scena situată pe lac, cu amfiteatrul în aer liber), dintre care se disting Festivalul Național al Tradițiilor Populare, Zilele Academiei Artelor Tradiționale, Festivalul Internațional al Filmului Antropologic (bienal), Festivalul Internațional "Cântecele Munților" (anual), Olimpiada Națională "Meșteșuguri Artistice Tradiționale", Târgul Creatorilor Populari din România (15 august) și Târgul Internațional al Meșteșugarilor - ca și prin manifestările publice, colocvii și simpozioane naționale și internaționale, pe cele mai diverse teme (filmologie, coregrafie, artă populară și etnografie, culturologie), prin taberele estivale ale elevilor din liceele de arte plastice și ale studenților la arte și arhitectură, prin slujbele religioase (duminicale și din zilele de sărbători calendaristice sau familiale: nunți, botezuri), oficiate la bisericile de lemn din Bezded (județul Sălaj) și Dretea (județul Cluj), Muzeul "ASTRA" a devenit o instituție vivantă deosebit de activă și atractivă în tot timpul anului, un adevărat "museum vivum", un obiectiv turistic de valoare internațională.
Agrementul oferit publicului vizitator este extrem de variat, de la plimbările cu lotcile pe lac, la cele cu trăsurile și săniile trase de cai, pe aleile muzeului, la oferta culinară tradițională la cârciumioara și hanurile din muzeu și cazarea în spațiile din incintă (53 locuri), făcând astfel din muzeul în aer liber din Dumbrava Sibiului cea mai generoasă și ospitalieră ofertă turistică sibiană. Porțile sale sunt deschise, cu generozitate, în tot timpul anului, zi și noapte (pentru vizitele nocturne având un sistem de iluminat cu spoturi și efecte senzaționale), asigurându-se ghidaje de specialitate, audio ghidaje, vizită virtuală prin intermediul infokiosk-ului cu ecran senzitiv, pliante, ghiduri, CD-uri, filme etc.
Karen Fogg (șefa Delegației Permanente a Comisiei Europene în România) declara referitor la Muzeul din Dumbrava Sibiului, că: "Ghidul Michelin ar scrie doar atât: merită să faci un ocol oricât de mare ca să-1 vizitezi".